# Wolfgang Kapp
Wolfgang Kapp, född 24 juli 1858 i New York, död 12 juni 1922 i Leipzig, var en tysk politiker, ämbetsman och journalist. Han var son till Friedrich Kapp.

## Biografi
Kapp föddes i USA av tyska föräldrar och återvände till Tyskland tillsammans med dem 1870. Han gifte sig 1884 och genom sin hustru kom han i kontakt med politiskt konservativa, nationalistiska krafter. År 1886 avlade han juristexamen och fick anställning i finansdepartementet. 
Under första världskriget grundade han ett nationalistiskt parti, Deutsche Vaterlandspartei. Den tyska förlusten i första världskriget tog han som förnedrande och som ett förräderi. Han odlade dolkstötslegenden och var starkt kritisk mot Versaillesfreden. 
År 1919 blev Kapp invald i tyska riksdagen. Han deltog sedan i Kappkuppen och flydde till Sverige, när kuppen hade misslyckats. Han återvände 1922 för att rentvå sig i en rättegång. Senare samma år avled han i cancer.